# Mistrovství světa v ledním hokeji 1994
58. Mistrovství světa v ledním hokeji 1994 se konalo v Itálii v Bolzano, Canazei a Milano ve dnech 25. dubna – 8. května 1994. Mistrovství vyhrál výběr Kanady.
Mistrovství se zúčastnilo 35 mužstev, rozdělených podle výkonnosti do tří skupin. V A-skupině startovalo dvanáct účastníků, rozdělených do dvou šestičlenných skupin, z nichž první čtyři postoupili do play off, kde se hrálo o medaile. Týmy, které skončily ve skupině na šestém místě, hrály o záchranu.

## Výsledky a tabulky

### Skupina A
|    |                | CAN | RUS  | ITA  | AUT  | GER | GBR  | V | R | P | Skóre | B  |
| 1. | Kanada         | *** | 3:1  | 4:1  | 6:1  | 3:2 | 8:2  | 5 | 0 | 0 | 24:7  | 10 |
| 2. | Rusko          | 1:3 | ***  | 7:0  | 4:1  | 6:0 | 12:3 | 4 | 0 | 1 | 30:7  | 8  |
| 3. | Itálie         | 1:4 | 0:7  | ***  | 3:1  | 3:1 | 10:2 | 3 | 0 | 2 | 17:15 | 6  |
| 4. | Rakousko       | 1:6 | 1:4  | 1:3  | ***  | 2:2 | 10:0 | 1 | 1 | 3 | 15:15 | 3  |
| 5. | Německo        | 2:3 | 0:6  | 1:3  | 2:2  | *** | 4:0  | 1 | 1 | 3 | 9:14  | 3  |
| 6. | Velká Británie | 2:8 | 3:12 | 2:10 | 0:10 | 0:4 | ***  | 0 | 0 | 5 | 7:44  | 0  |

 Rakousko –  Německo 	2:2 (1:0, 0:0, 1:2)
25. dubna 1994 (20:00) – Bolzano (Palaonda)

Branky Rakouska: 11:01 Richard Nasheim, 57:37 Herbert Hohenberger.

Branky Německa: 51:49 Jayson Meyer, 58:08 Leo Stefan.

Rozhodčí: Grundström – Norrman (SWE), Brázdil (CZE)

Vyloučení: 10:6

Diváků: 7 000
 Itálie –  Kanada 	1:4 (1:2, 0:1, 0:1)
25. dubna 1994 (16:00) – Bolzano (Palaonda)	

Branky Itálie: 3:58 Paulo Beraldo.

Branky Kanady: 10:11 Joe Sakic, 10:21 Geoff Sanderson, 30:17 Yves Racine, 40:16 Mike Ricci.

Rozhodčí: Danko (SVK) – Burt, Elvy (USA)

Vyloučení: 10:5 (1:2)

Diváků: 6 100
 Velká Británie –  Rusko 	3:12 (1:6, 0:2, 2:4)
26. dubna 1994 (16:00) – Bolzano (Palaonda)	

Branky Velké Británie: 8:52 Terry Kurtenbach, 45:54 Scott, 47:31 Kevin Conway.

Branky Ruska: 2:58 Vjačeslav Bezukladnikov, 4:26 Igor Fedulov, 7:09 Andrej Kovalenko, 11:11 Andrej Kovalenko, 12:42 Valerij Bure, 14:49 Sergej Berezin, 37:35 Sergej Šenděljev, 37:59 Igor Uljanov, 45:34 Valerij Kamenskij, 57:14 Eduard Gorbačev, 59:41 Alexej Jašin, 59:49 Valerij Bure.

Rozhodčí: Mäkelä – Rautavuori (FIN), Strasil (AUT)

Vyloučení: 12:10 (0:2)

Diváků: 2 000
 Kanada –  Rakousko 	6:1 (3:0, 0:0, 3:1)
26. dubna 1994 (20:00) – Bolzano (Palaonda)	

Branky Kanady: 0:34 Geoff Sanderson, 15:19 Nelson Emerson, 17:55 Paul Kariya, 41:25 Paul Kariya, 41:51 Rod Brind'Amour, 57:28 Paul Kariya.

Branky Rakouska: 50:03 Manfred Mühr.

Rozhodčí: Rejthar (CZE) – Benoit (FRA), Elvy (USA)

Vyloučení: 3:7

Diváků: 1 800
 Německo –  Velká Británie 	4:0 (1:0, 2:0, 1:0)
27. dubna 1994 (16:00) – Bolzano	

Branky Německa: 9:14 Gregory Evtushevski, 24:52 Wolfgang Kummer, 31:41 Ernst Köpf, 43:47 Michael Rumrich.

Rozhodčí: Murphy (USA) – Strasil (AUT), Rautavuori (FIN)

Vyloučení: 5:8

Diváků: 4 700
 Rusko –  Itálie 	7:0 (3:0, 2:0, 2:0)
27. dubna 1994 (20:00) – Bolzano (Palaonda)

Branky Ruska: 8:17 Ilja Bjakin, 9:30 Jurij Cypljakov, 15:24 Sergej Berezin, 28:25 Valerij Kamenskij, 38:38 Valerij Kamenskij, 47:45 Anatolij Jemelin, 53:51 Igor Fedulov.

Rozhodčí: Rejthar – Brázdil (CZE), Norrman (SWE)

Vyloučení: 10:13 (3:0)

Diváků: 5 370
 Kanada –  Německo 	3:2 (1:1, 2:0, 0:1)
28. dubna 1994 (20:00) – Bolzano (Palaonda)	

Branky Kanady: 8:18 Brendan Shanahan, 27:20 Brendan Shanahan, 32:00 Brendan Shanahan.

Branky Německa: 4:27 Ernst Köpf, 53:04 Raimund Hilger.

Rozhodčí: Mäkelä – Rautavuori (FIN), Burt (USA)

Vyloučení: 12:5

Diváků: 7 000
 Rusko –  Rakousko 	4:1 (1:0, 1:1, 2:0)
29. dubna 1994 (16:00) – Bolzano (Palaonda)	

Branky Ruska: 17:20 Alexandr Smirnov, 35:03 Ilja Bjakin, 40:25 Andrej Kovalenko, 59:50 Valerij Kamenskij.

Branky Rakouska: 36:54 Dieter Kalt.

Rozhodčí: Murphy (USA) – Benoit (FRA), Brázdil (CZE)

Vyloučení: 6:6 (0:1)

Diváků: 2 400
 Itálie –  Velká Británie 	10:2 (4:0, 5:1, 1:1)
29. dubna 1994 (20:00) – Bolzano (Palaonda)

Branky Itálie: 4:17 Paulo Beraldo, 7:30 Bruno Zarrillo, 8:22 Gaetano Orlando, 15:31 Gaetano Orlando, 25:38 Lucio Topatigh, 28:50 Anthony Circelli, 31:40 Stefan Figliuzzi, 34:54 Gaetano Orlando, 39:53 Anthony Circelli, 56:20 Vazio Sacratini.

Branky Velké Británie: 30:42 Scott Patrick, 56:08 Doug McEwen.

Rozhodčí: Danko (SVK) – Norrman (SWE), Strasil (AUT)

Vyloučení: 7:13

Diváků: 3 000
 Kanada –  Velká Británie	8:2 (4:1, 4:0, 0:1)
30. dubna 1994 (20:00) – Bolzano (Palaonda)	

Branky Kanady: 0:20 Mike Ricci, 10:35 Nelson Emerson, 11:51 Shayne Corson, 12:41 Joe Sakic, 22:25 Pat Verbeek, 34:17 Shayne Corson, 37:36 Steve Thomas, 39:36 Rod Brind'Amour.

Branky Velké Británie: 14:38 Richard Brebant, 59:45 Kevin Conway.

Rozhodčí: Rejthar (CZE) – Benoit (FRA), Norrman (SWE)

Vyloučení: 4:7 (2:0, 0:1)

Diváků: 6 230
 Rusko –  Německo 	6:0 (3:0, 3:0, 0:0)
30. dubna 1994 (16:00) – Bolzano (Palaonda)	

Branky Ruska: 5:52 Alexej Žitnik, 10:30 Igor Fedulov, 11:04 Dmitrij Juškevič, 28:16 Anatolij Jemelin, 33:34 Andrej Kovalenko, 34:12 Valerij Bure.

Rozhodčí: Danko (SVK) – Burt, Ely (USA)

Vyloučení: 8:12

Diváků: 7 000
 Itálie –  Rakousko 	3:1 (1:1, 1:0, 1:0)
1. května 1994 (16:00) – Bolzano (Palaonda)	

Branky Itálie: 19:18 Stefan Figliuzzi, 24:10 Lucio Topatigh, 52:32 Martin Pavlů.

Branky Rakouska: 16:06 Werner Kerth.

Rozhodčí: Mäkelä (FIN) – Elvi (USA), Rautavuori (FIN)

Vyloučení: 6:4

Diváků: 7 600
 Itálie –  Německo 	3:1 (2:0, 0:0, 1:1)
2. května 1994 (16:00) – Bolzano (Palaonda)	

Branky Itálie: 14:59 Lucio Topatigh, 15:45 Stefan Figliuzzi, 51:07 Bruno Chitarroni.

Branky Rakouska: 56:46 Ernst Köpf.

Rozhodčí: Murphy (USA) – Strasil (AUT), Brázdil (CZE)

Vyloučení: 6:3

Diváků: 6 200
 Rusko –  Kanada	1:3 (1:0, 0:0, 0:3)
2. května 1994 (20:00) – Bolzano (Palaonda)	

Branky Rusko: 12:15 Valerij Kamenskij.

Branky Kanady: 51:07 Geoff Sanderson, 52:55 Joe Sakic, 59:58 Joe Sakic.

Rozhodčí: Grundström (SWE) – Burt, Elvy (USA)

Vyloučení: 8:5

Diváků: 6 000
 Velká Británie –  Rakousko 	0:10 (0:3, 0:4, 0:3)
3. května 1994 (20:00) – Bolzano (Palaonda)	

Branky Rakouska: 1:20 Werner Kerth, 2:32 Dieter Kalt, 15:38 Dieter Kalt, 21:14 Manfred Mühr, 33:09 Gerald Rauchenwald, 35:43 Dieter Kalt, 37:32 Kenneth Strong, 44:34 James Burton, 56:35 Robin Doyle, 58:03 Kenneth Strong.

Rozhodčí: Danko (SVK) – Norrman (SWE), Rautavuori (FIN)

Vyloučení: 8:6

Diváků: 1 000

### Skupina B
|    |         | FIN  | SWE | USA  | CZE | FRA | NOR | V | R | P | Skóre | B |
| 1. | Finsko  | ***  | 5:3 | 7:0k | 4:4 | 8:1 | 5:1 | 4 | 1 | 0 | 29:9  | 9 |
| 2. | Švédsko | 3:5  | *** | 6:2  | 4:1 | 6:0 | 3:3 | 3 | 1 | 1 | 22:11 | 7 |
| 3. | USA     | 0:7k | 2:6 | ***  | 5:3 | 5:1 | 7:2 | 3 | 0 | 2 | 19:19 | 6 |
| 4. | Česko   | 4:4  | 1:4 | 3:5  | *** | 5:2 | 2:2 | 1 | 2 | 2 | 15:17 | 4 |
| 5. | Francie | 1:8  | 0:6 | 1:5  | 2:5 | *** | 4:1 | 1 | 0 | 4 | 8:25  | 2 |
| 6. | Norsko  | 1:5  | 3:3 | 2:7  | 2:2 | 1:4 | *** | 0 | 2 | 3 | 9:21  | 2 |

 Švédsko –  Norsko 	3:3 (1:0, 2:2, 0:1)
25. dubna 1994 (13:00) – Canazei (Stadio del Ghiaccio Gianmario Scola)

Branky Švédska: 7:56 Charles Berglund, 20:47 Magnus Svensson, 30:27 Stefan Örnskog.

Branky Norska: 27:12 Petter Thoresen, 28:08 Espen Knutsen, 59:49 Espen Knutsen.

Rozhodčí: Moor (SUI) – Nosov (RUS), Trainer (GER)

Vyloučení: 4:5 (1:0)

Diváků: 1 300
 Česko -  Finsko 	4:4 (0:1, 3:1, 1:2)
25. dubna 1994 (16:00) – Canazei (Stadio del Ghiaccio Gianmario Scola)

Branky Česka: 28:29 Richard Žemlička, 29:59 Tomáš Sršeň, 33:49 Martin Ručinský, 54:35 Jiří Dopita.

Branky Finska: 10:16 Ville Peltonen, 33:15 Saku Koivu, 41:42 Saku Koivu, 59:33 Jari Kurri.

Rozhodčí: Simonds – McTague (CAN), Gasser (ITA)

Vyloučení: 1:5 (1:0)

Diváků: 1 700
Česko: Petr Bříza – Drahomír Kadlec, Miloš Holaň, Bedřich Ščerban, František Kučera, Stanislav Mečiar, Roman Hamrlík – Otakar Janecký, Jiří Kučera, Jiří Doležal – Tomáš Sršeň, Jiří Dopita, Kamil Kašťák – Richard Žemlička, Josef Beránek, Martin Ručinský.
Finsko: Jarmo Myllys – Mika Strömberg, Erik Hämäläinen, Hannu Virta, Marko Kiprusoff, Timo Jutila, Janne Laukkanen – Jari Kurri, Mika Nieminen, Mikko Mäkelä – Jere Lehtinen, Saku Koivu, Ville Peltonen – Janne Ojanen, Marco Palo, Mika Alatalo – Sami Kapanen.
 Francie –  USA 	1:5 (1:2, 0:1, 0:2)
25. dubna 1994 (20:00) – Canazei (Stadio del Ghiaccio Gianmario Scola)	

Branky Francie: 2:22 Benoit Laporte.

Branky USA: 3:49 Pat Neaton, 14:03 Bill Lindsay, 33:40 Scott Young, 48:17 Bill Lindsay, 56:33 John Lilley.

Rozhodčí: Galinovskij (RUS) – Murray (GBR), Lonardi (ITA)

Vyloučení: 10:5 (0:1)

Diváků: 1 200
 Česko -  Francie 	5:2 (1:1, 2:1, 2:0)
26. dubna 1994 (20:00) – Canazei (Stadio del Ghiaccio Gianmario Scola)

Branky Česka: 5:29 Richard Žemlička, 25:02 Josef Beránek, 31:32 Jiří Kučera, 59:45 Jiří Kučera, 59:55 Kamil Kašťák.

Branky Francie: 12:18 Franck Pajonkowski, 32:06 Roger Dube.

Rozhodčí: Lichtnecker (GER) – Karabanov (RUS), Gasser (ITA)

Vyloučení: 3:6 (1:0)

Diváků: 200
Česko: Roman Turek – Drahomír Kadlec, Miloš Holaň, Bedřich Ščerban, František Kučera, Stanislav Mečiar, Roman Horák – Otakar Janecký, Jiří Kučera, Jiří Doležal – Richard Žemlička, Josef Beránek, Martin Ručinský – Tomáš Sršeň, Jiří Dopita, Kamil Kašťák.
Francie: Petri Ylönen – Steven Woodburn, Jean-Philip Lemoine, Denis Perez, Serge Poudier, Michel Leblanc, Christopher Moyon – Arnaud Briand, Franck Pajonkowski, Mickael Babin – Roger Dube, Pierre Pousse, Patrick Dunn – Stephane Barin, Pierrick Maia, Lionel Orsolini – Benoit Laporte, Eric Lemarque.
 USA –  Norsko 	7:2 (0:2, 4:0, 3:0)
27. dubna 1994 (16:00) – Canazei (Stadio del Ghiaccio Gianmario Scola)

Branky USA: 22:20 Pat Neaton, 24:19 Craig Wolanin, 28:40 Bob Beers, 28:56 Danton Cole, 41:07 Shjon Podein, 46:44 Tim Sweeney, 47:01 Shjon Podein.

Branky Norska: 0:55 Trond Magnussen, 18:50 Marius Rath.

Rozhodčí: Stenico (ITA) – Nosov (RUS), Murray (GBR)

Vyloučení: 9:7 (2:1)

Diváci: 2 000
 Švédsko –  Finsko 3:5 (1:1, 0:1, 2:3)
27. dubna 1994 (20:00) – Canazei (Stadio del Ghiaccio Gianmario Scola)

Branky Švédska: 11:20 Mats Sundin, 58:22 Mats Sundin, 59:01 Magnus Svensson.

Branky Finska: 13:58 Sami Kapanen, 27:53 Mika Nieminen, 43:55 Esa Keskinen, 48:33 Mika Strömberg, 48:59 Marco Palo.

Rozhodčí: Galinovskij (RUS) – McTague (CAN), Karabanov (RUS)

Vyloučení: 4:5 (1:0)

Diváků: 3 300
 Česko -  USA 	3:5 (1:3, 1:0, 1:2)
28. dubna 1994 (16:00) – Canazei (Stadio del Ghiaccio Gianmario Scola)

Branky Česka: 8:44 Drahomír Kadlec, 30:50 Richard Žemlička, 45:56 Jiří Kučera.

Branky USA: 3:15 Tim Sweene], 10:57 Craig Wolanin, 16:59 Peter Ciavaglia, 49:01 Tim Sweeney, 57:53 Bill Lindsay.

Rozhodčí: Moor (SUI) – Lunardi (ITA), McTague (CAN)

Vyloučení: 5:9 (1:1)

Diváků: 450
Česko: Petr Bříza – Drahomír Kadlec, Miloš Holaň, Bedřich Ščerban, František Kučera, Stanislav Mečiar, Petr Tejkl – Otakar Janecký, Jiří Kučera, Jiří Doležal – Tomáš Sršeň, Jiří Dopita, Kamil Kašťák – Richard Žemlička, Josef Beránek, Martin Ručinský.
USA: Guy Hebert – Craig Wolanin, Don McSween, Pat Neaton, Sean Hill, Shawn Chambers, Barry Richter – Scott Young, Doug Weight, Bill Lindsay – Phil Bourque, Danton Cole, Shjon Podein – Joe Sacco, Craig Janney, Tim Sweeney – John Lilley, Peter Ciavaglia, Jeff Lazaro.
 Švédsko –  Francie 	6:0 (2:0, 1:0, 3:0)
28. dubna 1994 (20:00) – Canazei (Stadio del Ghiaccio Gianmario Scola)

Branky Švédska: 1:14 Roger Hansson, 12:16 Magnus Svensson, 21:48 Andreas Dackell, 41:48 Mikael Johansson, 42:44 Andreas Dackell, 43:58 Jonas Bergkvist.

Rozhodčí: Stanico – Gasser (ITA), Trainer (GER)

Vyloučení: 2:7 (1:0) + Andreas Dackell na 5 min.

Diváků: 400
 Finsko –  Norsko 	5:1 (1:1, 3:0, 1:0)
29. dubna 1994 (16:00) – Canazei (Stadio del Ghiaccio Gianmario Scola)	

Branky Finska: 17:25 Saku Koivu, 24:16 Sami Kapanen, 25:59 Mika Nieminen, 27:38 Sami Kapanen, 46:04 Erik Hämäläinen.

Branky Norska: 6:58 Ole Dahlström.

Rozhodčí: Simonds (CAN) – Nosov, Karabanov (RUS)

Vyloučení: 7:7 (2:0, 0:1)

Diváků: 1 000
 Švédsko –  USA 	6:2 (0:1, 5:0, 1:1)
30. dubna 1994 (20:00) – Canazei (Stadio del Ghiaccio Gianmario Scola)

Branky Švédska: 25:41 Roger Hansson, 29:21 Mats Sundin, 29:52 Tomas Forslund, 31:52 Peter Andersson, 35:40 Jörgen Jönsson, 43:13 Jonas Bergkvist.

Branky USA: 11:41 Bob Beers, 55:05 Shjon Podein.

Rozhodčí: Simonds – McTague (CAN), Karabanov (RUS)

Vyloučení: 7:6 (0:1, 2:0) + Larsson na 10 min.

Diváků: 3 000
 Finsko –  Francie 	8:1 (0:0, 6:0, 2:1)
30. dubna 1994 (13:00) – Canazei (Stadio del Ghiaccio Gianmario Scola)

Branky Finska: 27:39 Mikko Mäkelä, 29:06 Jari Kurri, 30:16 Mika Alatalo, 31:42 Timo Jutila, 32:17 Marko Kiprusoff, 36:10 Ville Peltonen, 49:23 Marko Kiprusoff, 58:08 Saku Koivu

Branky Francie: 57:18 Michel Leblanc.

Rozhodčí: Moor (SUI) – Murray (GBR), Trainer (GER)

Vyloučení: 5:7 (1:1) + Franck Pajonkowski na 10 min.

Diváků: 1 300
 Česko -  Norsko 	2:2 (0:0, 1:1, 1:1)
30. dubna 1994 (16:00) – Canazei (Stadio del Ghiaccio Gianmario Scola)

Branky Česka: 38:35 Martin Ručinský, 57:30 Jiří Doležal.

Branky Norska: 31:42 Vegar Barlie, 42:00 Marius Rath.

Rozhodčí: Lichtnecker (GER) – Gasser, Lunardi (ITA)

Vyloučení: 4:4 (1:0)

Diváků: 1 800
Česko: Roman Turek – Drahomír Kadlec, Miloš Holaň, Bedřich Ščerban, František Kučera – Otakar Janecký, Jiří Kučera, Jiří Doležal – Richard Žemlička, Josef Beránek, Martin Ručinský – Tomáš Sršeň, Roman Horák, Kamil Kašťák – Jaromír Jágr, Martin Straka.
Norsko: Jim Martinsen – Petter Salsten, Carl Andersen Böe, Jörgen Salsten, Anders Myrvold, Svein Nösterbö, Jan Roar Eagerli, Geir Hoff – Ole Dahlström, Erik Kristiansen, Vegar Barlie – Trond Magnussen, Espen Knutsen, Öystein Olsen – Marius Rath, Morten Finstad, Tom Johansen – Per Knold, Sjur Nilssen.
 Francie –  Norsko 	4:1 (1:1, 1:0, 2:0)
2. května 1994 (13:00) – Canazei (Stadio del Ghiaccio Gianmario Scola)

Branky Francie: 1:10 Lionel Orsolini, 33:20 Patrick Dunn, 44:41 Eric Lemarque, 58:54 Pierre Pousse.

Branky Norska: 2:23 Petter Thoresen.

Rozhodčí: Galinovskij – Nosov (RUS), Murray (GBR)

Vyloučení: 5:3 (1:0)

Diváků: 400
 Finsko –  USA 	7:2 (3:1, 3:0, 1:1) - 7:0 kontumačně
2. května 1994 (16:00) – Canazei (Stadio del Ghiaccio Gianmario Scola)

Branky Finska: 6:26 Jere Lehtinen, 11:43 Raimo Helminen, 18:36 Jari Kurri, 20:53 Jere Lehtinen, 21:29 Ville Peltonen, 29:31 Waltteri Immonen, 54:50 Timo Jutila.

Branky USA: 2:21Bill Lindsay, 57:57 Scott Young.

Rozhodčí: Lichtnecker – Trainer (GER), Leonardi (ITA)

Vyloučení: 5:6 (1:2) + Mika Strömberg – John Lilley na 5 min.

Diváků: 1 700
- Utkání Finsko - USA 7:2, bylo pro odmítnutí dopingové kontroly hráčem Billem Lindsayem (USA) kontumováno 7:0 ve prospěch Finska.

 Česko -  Švédsko 	1:4 (1:2, 0:2, 0:0)
2. května 1994 (20:00) – Canazei (Stadio del Ghiaccio Gianmario Scola)

Branky Česka: 6:23 Jiří Doležal.

Branky Švédska: 11:38 Magnus Svensson, 17:10 Roger Hansson, 24:44 Charles Berglund, 34:07 Mats Sundin.

Rozhodčí: Simonds – McTague (CAN), Karabanov (RUS)

Vyloučení: 5:5 (0:1)

Diváků: 1 750
Česko: Petr Bříza – Drahomír Kadlec, Miloš Holaň, Bedřich Ščerban, Musil, Stanislav Mečiar, Petr Tejkl – Richard Žemlička, Josef Beránek, Martin Ručinský – Otakar Janecký, Jiří Kučera, Jiří Doležal – Jaromír Jágr, Martin Straka, Kamil Kašťák – Roman Horák, Tomáš Sršeň.
Švédsko: Roger Nordström – Roger Johansson, Magnus Svensson, Kenny Jönsson, Peter Andersson, Tommy Sjödin, Nicklas Lidström, Fredrik Stillman – Mats Sundin, Jan Larsson, Tomas Forslund – Andreas Dackell, Mikael Johansson, Patrik Carnbäck – Mikael Andersson, Stefan Örnskog, Jörgen Jönsson – Jonas Bergkvist, Charles Berglund, Roger Hansson.

### Play off
|  | Čtvrtfinále | Čtvrtfinále |        |     | Semifinále  | Semifinále  |  |  | Finále | Finále |
|  |             |             |        |     |             |             |  |  |        |        |
|  |             |             |        |     |             |             |  |  |        |        |
|  |             |             |        |     |             |             |  |  |        |        |
|  | Kanada      | 3           |        |     |             |             |  |  |        |        |
|  | Kanada      | 3           |        |     |             |             |  |  |        |        |
|  | Česko       | 2           |        |     |             |             |  |  |        |        |
|  | Česko       | 2           | Kanada | 6   |             |             |  |  |        |        |
|  |             |             | Kanada | 6   |             |             |  |  |        |        |
|  |             | Švédsko     | 0      |     |             |             |  |  |        |        |
|  | Švédsko     | Švédsko     | 0      | 7   |             |             |  |  |        |        |
|  | Švédsko     |             |        | 7   |             |             |  |  |        |        |
|  | Itálie      | 2           |        |     |             |             |  |  |        |        |
|  | Itálie      | 2           | Kanada | 2   |             |             |  |  |        |        |
|  |             |             | Kanada | 2   |             |             |  |  |        |        |
|  |             | Finsko      | 1      |     |             |             |  |  |        |        |
|  | Finsko      | Finsko      | 1      | 10  |             |             |  |  |        |        |
|  | Finsko      |             |        | 10  |             |             |  |  |        |        |
|  | Rakousko    | 0           |        |     |             |             |  |  |        |        |
|  | Rakousko    | 0           | Finsko | 8   | Třetí místo | Třetí místo |  |  |        |        |
|  |             |             | Finsko | 8   | Třetí místo | Třetí místo |  |  |        |        |
|  |             | USA         | 0      |     |             |             |  |  |        |        |
|  | USA         | USA         | 0      | 3   | Švédsko     | 7           |  |  |        |        |
|  | USA         |             |        | 3   | Švédsko     | 7           |  |  |        |        |
|  | Rusko       | 1           |        | USA | 2           |             |  |  |        |        |
|  | Rusko       | 1           |        |     | 2           |             |  |  |        |        |
|  |             |             |        |     |             |             |  |  |        |        |
|  |             |             |        |     |             |             |  |  |        |        |

### Čtvrtfinále
USA –  Rusko 	3:1 (1:0, 2:0, 0:1)
4. května 1994 (16:00) – Milán (Forum)	

Branky USA: 17:33 Craig Janney, 23:53 Scott Young, 26:43 Scott Young.

Branky Ruska: 47:20 Andrej Kovalenko.

Rozhodčí: Mäkälä – Rautavuori (FIN), Trainer (GER)

Vyloučení: 8:6 (2:0) + Lanov na 10 min.

Diváků: 6 200
 Švédsko –  Itálie 	7:2 (1:0, 4:0, 2:2)
4. května 1994 (20:00) – Milán (Forum)	

Branky Švédska: 17:16 Fredrik Stillman, 22:29 Jörgen Jönsson, 26:04 Mikael Andersson, 27:27 Tomas Forslund, 29:52 Jörgen Jönsson, 41:08 Patrik Carnbäck, 56:01 Mats Sundin.

Branky Itálie: 42:49 Lucio Topatigh, 48:59 Emilio Iovio.

Rozhodčí: Simmonds (CAN) – Karabanov, Nosov (RUS)

Vyloučení: 5:7

Diváků: 6 000
 Česko -  Kanada 	2:3 (1:1, 1:1, 0:1)
5. května 1994 (16:00) – Milán (Forum)		

Branky Česka: 4:12 Martin Straka, 27:38 Jiří Kučera.

Branky Kanady: 12:20 Brendan Shanahan, 25:58 Paul Kariya, 57:26 Shayne Corson.

Rozhodčí: Grundström – Norrman (SWE), Burt (USA)

Vyloučení: 6:5 (0:1, 1:0) + Doležal na 10 min.

Diváků: 6 800
Česko: Petr Bříza – Drahomír Kadlec, Miloš Holaň, Bedřich Ščerban, František Musil, Stanislav Mečiar, Petr Tejkl – Richard Žemlička, Josef Beránek, Martin Ručinský – Otakar Janecký, Jiří Kučera, Jiří Doležal – Jaromír Jágr, Martin Straka, Kamil Kašťák – Tomáš Sršeň, Roman Horák.
Kanada: Bill Ranford – Marc Bergevin, Bobby Dollas, Luke Richardson, Rob Blake, Darryl Sydor, Yves Racine, Steve Duchesne – Pat Verbeek, Jason Arnott, Geoff Sanderson – Nelson Emerson, Mike Ricci, Shayne Corson – Steve Thomas, Rod Brind'Amour, Brendan Shanahan – Paul Kariya, Joe Sakic, Luc Robitaille – Kelly Buchberger.
 Finsko –  Rakousko 	10:0 (1:0, 4:0, 5:0)
5. května 1994 (20:00) – Milán (Forum)

Branky Finska: 14:22 Christian Ruuttu, 28:48 Mikko Mäkelä, 31:36 Mikko Mäkelä, 33:00 Christian Ruuttu, 36:35 Janne Ojanen, 43:44 Jari Kurri, 45:36 Saku Koivu, 46:17 Timo Jutila, 54:19 Ville Peltonen, 59:29 Mika Strömberg.

Rozhodčí: Danko (SVK) – Elvy (USA), McTague (CAN)

Vyloučení: 2:6 (1:0)

Diváků: 6 000

### Semifinále
Finsko –  USA 	8:0 (6:0, 2:0, 0:0)
7. května 1994 (16:00) – Milán (Forum)	

Branky Finska: 4:58 Mikko Mäkelä, 5:44 Hannu Virta, 10:32 Janne Ojanen, 12:21 Erik Hämäläinen, 18:51 Waltteri Immonen, 19:52 Sami Kapanen, 22:21 Jere Lehtinen, 38:55 Mikko Mäkelä.

Rozhodčí: Grundström – Norrman (SWE), Karabanov (RUS)

Vyloučení: 6:7 (4:0)

Diváků: 7 500
 Švédsko –  Kanada 	0:6 (0:1, 0:2, 0:3)
7. května 1994 (20:00) – Milán (Forum)	

Branky Kanady: 5:51 Luc Robitaille, 23:08 Luc Robitaille, 30:27 Geoff Sanderson, 45:47 Paul Kariya, 47:30 Luc Robitaille, 50:33 Rod Brind'Amour.

Rozhodčí: Danko (SVK) – Burt (USA), Rautavuori (FIN)

Vyloučení: 3:5

Diváků: 10 000

### Finále
Kanada –  Finsko 		1:1 (0:0, 0:0, 1:1 – 3:2sn)
8. května 1994 (20:00) – Milán (Forum)	

Branky Kanady: 55:17 Rod Brind'Amour.

Branky Finska: 46:51 Esa Keskinen.

Samostatné nájezdy:
- 0:0 Mika Nieminen (Bill Ranford chytil)
- 1:0 Luc Robitaille
- 1:0 Saku Koivu (Bill Ranford chytil)
- 2:0 Joe Sakic
- 2:0 Esa Keskinen (minul)
- 2:0 Geoff Sanderson (minul)
- 2:1 Jari Kurri
- 2:1 Paul Kariya (Jarmo Myllys chytil)
- 2:2 Mikko Mäkelä
- 2:2 Pat Verbeek (Jarmo Myllys chytil)
- 3:2 Luc Robitaille
- 3:2 Mika Nieminen (minul)

Rozhodčí: Danko (SVK) – Burt (USA), Karabanov (RUS)

Vyloučení: 5:4

Diváků: 8 000

### O 3. místo
Švédsko –  USA	7:2 (1:0, 2.1, 4:1)	
8. května 1994 (16:00) – Milán (Forum)	

Branky Švédska: 7:12 Magnus Svensson, 24:22 Magnus Svensson, 33:04 Nicklas Lidström, 40:30 Magnus Svensson, 53:21 Magnus Svensson, 55:48 Jonas Bergkvist, 58:14 Mikael Johansson.

Branky USA: 20:14 Craig Janney, 48:29 Don McSween.

Rozhodčí: Rejthar (CZE) – Trainer (GER), McTague (CAN)

Vyloučení: 3:7 (4:1)

Diváků: 8 000

### O udržení
Velká Británie –  Norsko 	2:5 (0:2, 2:0, 0:3)
6. května 1994 (20:00) – Bolzano (Palaonda)	

Branky Velké Británie: 28:09 Ian Cooper, 36:38 Richard Fera.

Branky Norska: 13:22 Geir Hoff, 15:56 Anders Myrvold, 52:13 Morten Finstad, 52:46 Espen Knutsen, 53:51 Jörgen Salsten.

Rozhodčí: Murphy (USA) - Gasser, Lonardi (ITA)

Vyloučení: 7:6

Diváků: 1 000

## Statistiky

### Nejlepší hráči podle direktoriátu IIHF
| Brankář | Bill Ranford    |
| Obránce | Magnus Svensson |
| Útočník | Paul Kariya     |

### All Stars
| Brankář         | Bill Ranford    |
| Levý obránce    | Timo Jutila     |
| Pravý obránce   | Magnus Svensson |
| Levé křídlo     | Jari Kurri      |
| Střední útočník | Saku Koivu      |
| Pravé křídlo    | Paul Kariya     |

### Kanadské bodování
| Poř. | Kanadské bodování | Branky | Přihrávky | Body |
| ---- | ----------------- | ------ | --------- | ---- |
| 1.   | Mats Sundin       | 5      | 9         | 14   |
| 2.   | Paul Kariya       | 5      | 7         | 12   |
| 3.   | Saku Koivu        | 5      | 6         | 11   |
| 4.   | Valerij Kamenskij | 5      | 5         | 10   |
| 5.   | Jari Kurri        | 4      | 6         | 10   |
| 6.   | Magnus Svensson   | 8      | 1         | 9    |
| 7.   | Miko Mäkelä       | 5      | 4         | 9    |
| 8.   | Igor Fedulov      | 4      | 5         | 9    |
| 9.   | Jere Lehtinen     | 3      | 5         | 8    |
| 9.   | Andrej Kovalenko  | 3      | 5         | 8    |

### Soupiska Kanady
1.  Kanada

Brankáři: Bill Ranford, Stéphane Fiset, Jamie Storr.

Obránci: Yves Racine, Rob Blake, Darryl Sydor, Steve Duchesne, Bobby Dollas, Luke Richardson, Marc Bergevin.

Útočníci: Paul Kariya, Brendan Shanahan, Joe Sakic, Luc Robitaille – , Geoff Sanderson, Rod Brind'Amour, Steve Thomas, Jason Arnott, Nelson Emerson, Shayne Corson, Mike Ricci, Pat Verbeek, Kelly Buchberger.

Trenér: George Kingston.

### Soupiska Finska
2.  Finsko

Brankáři: Jarmo Myllys, Jukka Tammi, Pasi Kuivalainen.

Obránci: Timo Jutila, Hannu Virta, Waltteri Immonen, Mika Strömberg, Marko Kiprusoff, Erik Hämäläinen, Janne Laukkanen.

Útočníci: Saku Koivu, Jari Kurri, Mikko Mäkelä, Jere Lehtinen, Sami Kapanen, Raimo Helminen, Ville Peltonen, Esa Keskinen, Mika Nieminen, Christian Ruuttu, Janne Ojanen, Marco Palo, Mika Alatalo.

Trenér: Curt Lindström.

### Soupiska Švédska
3.  Švédsko

Brankáři: Roger Nordström, Tommy Salo, Johan Hedberg.

Obránci: Magnus Svensson, Roger Johansson, Fredrik Stillman, Nicklas Lidström, Kenny Jönsson, Peter Andersson, Tommy Sjödin.

Útočníci: Mats Sundin, Jonas Bergkvist, Roger Hansson, Jörgen Jönsson, Charles Berglund, Tomas Forslund, Andreas Dackell, Mikael Johansson, Stefan Örnskog, Mikael Andersson, Jan Larsson, Patrik Carnbäck, Patrik Juhlin.

Trenéři: Curt Lundmark.

### Soupiska USA
4.  USA

Brankáři: Guy Hebert, Les Kuntar, David Littman.

Obránci: Craig Wolanin, Shawn Chambers, Bob Beers, Pat Neaton, Don McSween, Sean Hill, Barry Richter.

Útočníci: Craig Janney, Tim Sweeney, Bill Lindsay, Scott Young, Shjon Podein, Doug Weight, Danton Cole, John Lilley, Phil Bourque, Joe Sacco, Peter Ciavaglia, Jeff Lazaro.

Trenér: Ron Wilson.

### Soupiska Ruska
5.  Rusko

Brankáři: Michail Štalenkov, Valerij Ivannikov, Albert Širgazjev.

Obránci: Ilja Bjakin, Dmitrij Juškevič, Igor Uljanov, Alexej Žitnik, Dmitrij Frolov, Sergej Šenděljev, Alexandr Smirnov.

Útočníci: Valerij Kamenskij, Igor Fedulov, Andrej Kovalenko, Valerij Bure, Sergej Berezin, Alexej Jašin, Anatolij Jemelin, Vjačeslav Bezukladnikov, Jurij Cypljakov, Eduard Gorbačov, Vjačeslav Kozlov, Sergej Sorokin, Andrej Nikolišin.

Trenér: Boris Michajlov.

### Soupiska Itálie
6.  Itálie

Brankáři: Michael Rosati, David Delfino, Bruno Campese.

Obránci: Anthony Circelli, Robert Oberrauch, Philip DeGaetano, Luigi DaCorte, Giovanni Marchetti, Christian Bartolone, Georg Comploi.

Útočníci: Gaetano Orlando, Lucio Topatigh, Martin Pavlů, Stefan Figliuzzi, Paulo Beraldo, Bruno Zarillo, Michael DeAngelis, Bruno Chitarroni, Vazio Sacratini, Emilio Iovio, Patrick Brugnoli, Roland Ramoser, Lino DeToni.

Trenér: Brian Lefley.

### Soupiska Česka
7.  Česko

Brankáři: Petr Bříza, Roman Turek, Radovan Biegl.

Obránci: Drahomír Kadlec, Miloš Holaň, František Kučera, Stanislav Mečiar, Bedřich Ščerban, Petr Tejkl, Roman Hamrlík, František Musil.

Útočníci:  – Otakar Janecký, Jiří Kučera, Jiří Doležal, Richard Žemlička, Josef Beránek, Martin Ručinský, Jiří Dopita, Roman Horák, Kamil Kašťák, Tomáš Sršeň, Jaromír Jágr, Martin Straka.

Trenéři: Ivan Hlinka, Stanislav Neveselý.

### Soupiska Rakouska
8.  Rakousko

Brankáři: Michael Puschacher, Michael Suttnig, Claus Dalpiaz.

Obránci: James Burton, Herbert Hohenberger, Michael Shea, Gerhard Unterluggauer, Engelbert Linder, Michael Günter, Wolfgang Strauss, Martin Ulrich.

Útočníci: Dieter Kalt, Manfred Mühr, Andreas Pusnik, Werner Kerth, Kenneth Strong, Robin Doyle, Gerald Rauchenwald, Richard Nasheim, Gerhard Pusnik, Patrick Pilloni, Wolfgang Kromp, Günther Lanzinger.

Trenér: Ken Tyler.

### Soupiska Německa
9.  Německo

Brankáři: Klaus Merk, Josef Heiss, Marc Seliger.

Obránci: Petr Gulda, Jayson Meyer, Torsten Kienass, Michael Bresagk, Jörg Mayr, Mirko Lüdemann, Andreas Niederberger, Thomas Brandl.

Útočníci: Ernst Köpf, Gregory Evtushevski, Richard Boehm, Leo Stefan, Michael Rumrich, Wolfgang Kummer, Martin Reichel, Thomas Schinko, Jörg Handrick, Tobias Abstreiter, Raimund Hilger, Jan Benda

Trenér: Luděk Bukač.

### Soupiska Francie
10.  Francie

Brankáři: Petri Ylönen, Michael Valliere, Fabrice Lhenry.

Obránci: Serge Poudier, Michel Leblanc, Lionel Orsolini, Denis Perez, Christopher Moyon, Steven Woodburn, Jean-Philip Lemoine, Gerald Gunnelon.

Útočníci: Patrick Dunn, Eric Lemarque, Franck Pajonkowski, Roger Dube, Pierre Pousse, Benoit Laporte, Stephane Barin, Christophe Ville, Philippe Bozon, Arnaud Briand, Mickael Babin, Pierrick Maia.

Trenér: Kjell Larsson.

### Soupiska Norska
11.  Norsko

Brankáři: Robert Schistad, Jim Martinsen, Steve Allman.

Obránci: Petter Salsten, Geir Hoff, Anders Myrvold, Jörgen Salsten, Carl Andersen Böe, Tommy Jacobsen, Jan Roar Eagerli, Svein Nösterbö.

Útočníci: Espen Knutsen, Petter Thoresen, Marius Rath, Ole Dahlström, Vegar Barlie, Öystein Olsen, Morten Finstad, Trond Magnussen, Tom Johansen, Per Knold, Erik Kristiansen, Sjur Nilssen.

Trenér: Bengt Ohlson.

### Soupiska Velké Británie
12.  Velká Británie

Brankáři: Martin McKay, Moray Hanson, John McCrone.

Obránci: Doug McEwen, Terry Kurtenbach, Shannon Hope, Stephen Cooper, Brian Mason, Andre Malo, Michael O'Conner, Chris Kelland.

Útočníci: Kevin Conway, Richard Fera, Scott Patrick, Ian Cooper, Richard Brebant, Scott Morrison, Matthew Cote, Frank Morris, Tim Cranston, Anthony Hand, Nicholas Chinn, David Longstaff.

Trenér: Alex Dampier.

### Rozhodčí
| Hlavní - Anton Danko - Michail Galinovský - Jörgen Grundström - Gerhard Lichtnecker - Seppo Mäkelä - Rudolf Moor - Daniel Murphy - František Rejthar - Robert Simmonds - Renzo Stenico | Čárový - Jean-Christophe Benoist - Jaromir Brázdil - Gerry Burt - John Elvy - Thomas Gasser - Sergej Karabanov - Fabrizio Lonardi | Čárový - Chuck McTague - Simon Murray - Patrik Norrman - Valerij Nosov - Janne Rautavuori - Erich Strasil - Stefan Trainer |

### Konečné pořadí
| 58. | Mistrovství světa | Z | V | R | P | Skóre | B  |
| --- | ----------------- | - | - | - | - | ----- | -- |
| 1.  | Kanada            | 8 | 8 | 0 | 0 | 34:10 | 16 |
| 2.  | Finsko            | 8 | 6 | 1 | 1 | 48:10 | 13 |
| 3.  | Švédsko           | 8 | 5 | 1 | 2 | 36:21 | 11 |
| 4.  | USA               | 8 | 4 | 0 | 4 | 24:35 | 8  |
| 5.  | Rusko             | 6 | 4 | 0 | 2 | 31:10 | 8  |
| 6.  | Itálie            | 6 | 3 | 0 | 3 | 19:22 | 6  |
| 7.  | Česko             | 6 | 1 | 2 | 3 | 17:20 | 4  |
| 8.  | Rakousko          | 6 | 1 | 1 | 4 | 15:25 | 3  |
| 9.  | Německo           | 5 | 1 | 1 | 3 | 9:14  | 3  |
| 10. | Francie           | 5 | 1 | 0 | 4 | 8:25  | 2  |
| 11. | Norsko            | 6 | 1 | 2 | 3 | 14:23 | 4  |
| 12. | Velká Británie    | 6 | 0 | 0 | 6 | 9:49  | 0  |

## MS Skupina B
|    |            | SUI  | LAT  | POL  | JPN  | DEN  | NED  | ROM  | CHN  | V | R | P | Skóre | B  |
| 1. | Švýcarsko  | ***  | 2:1  | 3:3  | 10:2 | 2:1  | 10:0 | 5:0  | 20:1 | 6 | 1 | 0 | 52:9  | 13 |
| 2. | Lotyšsko   | 1:2  | ***  | 7:0  | 9:5  | 6:2  | 4:2  | 12:0 | 22:0 | 6 | 0 | 1 | 61:9  | 12 |
| 3. | Polsko     | 3:3  | 0:7  | ***  | 6:1  | 5:2  | 6:4  | 10:2 | 15:2 | 5 | 1 | 1 | 45:21 | 11 |
| 4. | Japonsko   | 2:10 | 5:9  | 1:6  | ***  | 7:5  | 2:2  | 7:4  | 14:2 | 3 | 1 | 3 | 37:38 | 7  |
| 5. | Dánsko     | 1:2  | 2:6  | 2:5  | 5:7  | ***  | 5:3  | 4:2  | 12:2 | 3 | 0 | 4 | 31:27 | 6  |
| 6. | Nizozemsko | 0:10 | 2:4  | 4:6  | 2:2  | 3:5  | ***  | 4:3  | 8:3  | 2 | 1 | 4 | 23:33 | 5  |
| 7. | Rumunsko   | 0:5  | 0:12 | 2:10 | 4:7  | 2:4  | 3:4  | ***  | 7:1  | 1 | 0 | 6 | 18:43 | 2  |
| 8. | Čína       | 1:20 | 0:22 | 2:15 | 2:14 | 2:12 | 3:8  | 1:7  | ***  | 0 | 0 | 7 | 11:98 | 0  |

 Čína -  Švýcarsko 1:20 (0:4, 0:10, 1:6)
7. dubna 1994 – Kodaň
 Nizozemsko -  Dánsko 3:5 (1:2, 1:0, 1:3)
7. dubna 1994 – Kodaň
 Lotyšsko -  Rumunsko 12:0 (3:0, 6:0, 3:0)
7. dubna 1994 – Kodaň
 Polsko -  Japonsko 6:1 (1:0, 3:1, 2:0)
7. dubna 1994 – Kodaň
 Lotyšsko -  Čína 22:0 (8:0, 7:0, 7:0)
8. dubna 1994 – Kodaň
 Polsko -  Nizozemsko 6:4 (2:0, 1:2, 3:2)
8. dubna 1994 – Kodaň
 Japonsko -  Švýcarsko 3:10 (1:1, 2:3, 0:6)
8. dubna 1994 – Kodaň
 Rumunsko -  Dánsko 2:4 (1:2, 1:1, 0:1)
9. dubna 1994 – Kodaň
 Čína -  Nizozemsko 3:8 (0:2, 2:3, 1:3)
10. dubna 1994 – Kodaň
 Dánsko -  Polsko 2:5 (1:0, 1:4, 0:1)
10. dubna 1994 – Kodaň
 Lotyšsko -  Japonsko 9:3 (4:0, 2:1, 3:2)
10. dubna 1994 – Kodaň
 Švýcarsko -  Rumunsko 5:0 (3:0, 0:0, 2:0)
10. dubna 1994 – Kodaň
 Nizozemsko -  Švýcarsko 0:10 (0:3, 0:3, 0:4)
11. dubna 1994 – Kodaň
 Dánsko -  Čína 12:2 (4:0, 4:0, 4:2)
12. dubna 1994 – Kodaň
 Polsko -  Lotyšsko 0:7 (0:0, 0:2, 0:5)
12. dubna 1994 – Kodaň
 Japonsko -  Rumunsko 7:4 (4:3, 2:0, 1:1)
12. dubna 1994 – Kodaň
 Švýcarsko -  Dánsko 2:1 (0:1, 2:0, 0:0)
13. dubna 1994 – Kodaň
 Rumunsko -  Polsko 2:10 (0:3, 1:3, 1:4)
13. dubna 1994 – Kodaň
 Čína -  Japonsko 2:14 (0:5, 1:5, 1:4)
14. dubna 1994 – Kodaň
 Nizozemsko -  Lotyšsko 2:4 (0:0, 0:1, 2:3)
14. dubna 1994 – Kodaň
 Rumunsko -  Čína 7:1 (4:1, 1:0, 2:0)
15. dubna 1994 – Kodaň
 Dánsko -  Lotyšsko 2:6 (1:2, 0:3, 1:1)
15. dubna 1994 – Kodaň
 Švýcarsko -  Polsko 3:3 (1:2, 1:1, 1:0)
15. dubna 1994 – Kodaň
 Japonsko -  Nizozemsko 2:2 (2:1, 0:0, 0:1)
16. dubna 1994 – Kodaň
 Polsko -  Čína 15:2 (2:1, 8:0, 5:1)
17. dubna 1994 – Kodaň
 Dánsko -  Japonsko 5:7 (2:0, 1:4, 2:3)
17. dubna 1994 – Kodaň
 Švýcarsko -  Lotyšsko 2:1 (1:1, 1:0, 0:0)
17. dubna 1994 – Kodaň
 Nizozemsko -  Rumunsko 4:3 (1:1, 1:2, 2:0)
17. dubna 1994 – Kodaň

## MS Skupina C/1
|    |            | SVK  | BLR  | UKR  | KAZ  | SLO  | HUN  | BUL  | V | R | P | Skóre | B  |
| 1. | Slovensko  | ***  | 2:1  | 2:2  | 0:0  | 9:0  | 10:0 | 20:0 | 4 | 2 | 0 | 43:3  | 10 |
| 2. | Bělorusko  | 1:2  | ***  | 4:2  | 6:3  | 6:3  | 5:0  | 13:1 | 5 | 0 | 1 | 35:11 | 10 |
| 3. | Ukrajina   | 2:2  | 2:4  | ***  | 0:0  | 6:1  | 8:0  | 31:0 | 3 | 2 | 1 | 49:7  | 8  |
| 4. | Kazachstán | 0:0  | 3:6  | 0:0  | ***  | 4:1  | 14:5 | 31:0 | 3 | 2 | 1 | 52:12 | 8  |
| 5. | Slovinsko  | 0:9  | 3:6  | 1:6  | 1:4  | ***  | 8:2  | 13:0 | 2 | 0 | 4 | 26:27 | 4  |
| 6. | Maďarsko   | 0:10 | 0:5  | 0:8  | 5:14 | 2:8  | ***  | 7:2  | 1 | 0 | 5 | 14:47 | 2  |
| 7. | Bulharsko  | 0:20 | 1:13 | 0:31 | 0:31 | 0:13 | 2:7  | ***  | 0 | 0 | 6 | 3:115 | 0  |

- Slovensko a Bělorusko byly nasazeny jako nové země v IIHF.
- KLDR odřekla účast.

 Bulharsko -  Slovensko 0:20 (0:4, 0:7, 0:9)
18. března 1994 – Poprad
 Ukrajina -  Bělorusko 2:4 (1:0, 1:2, 0:2)
18. března 1994 – Poprad
 Slovinsko -  Maďarsko 8:2 (4:0, 2:0, 2:2)
18. března 1994 – Spišská Nová Ves
 Bělorusko -  Bulharsko 13:1 (6:0, 3:0, 4:1)
19. března 1994 – Poprad
 Maďarsko -  Kazachstán 5:14 (1:5, 0:4, 4:5)
19. března 1994 – Poprad
 Slovinsko -  Slovensko 0:9 (0:7, 0:0, 0:2)
19. března 1994 – Spišská Nová Ves
 Slovinsko -  Bělorusko 3:6 (0:1, 1:1, 2:4)
21. března 1994 – Poprad
 Ukrajina -  Maďarsko 8:0 (3:0, 2:0, 3:0)
21. března 1994 – Spišská Nová Ves
 Kazachstán -  Slovensko 0:0
21. března 1994 – Spišská Nová Ves
 Bělorusko -  Kazachstán 6:3 (2:0, 3:1, 1:2)
22. března 1994 – Poprad
 Maďarsko -  Bulharsko 7:2 (0:0, 3:2, 4:0)
22. března 1994 – Spišská Nová Ves
 Ukrajina -  Slovensko 2:2 (1:0, 1:1, 0:1)
22. března 1994 – Spišská Nová Ves
 Bulharsko -  Slovinsko 0:13 (0:8, 0:2, 0:3)
24. března 1994 – Spišská Nová Ves
 Ukrajina -  Kazachstán 0:0
24. března 1994 – Spišská Nová Ves
 Slovensko -  Maďarsko 10:0 (4:0, 3:0, 3:0)
24. března 1994 – Poprad
 Kazachstán -  Bulharsko 31:0 (9:0, 8:0, 14:0)
25. března 1994 – Poprad
 Bělorusko -  Maďarsko 5:0 (2:0, 1:0, 2:0)
25. března 1994 – Poprad
 Slovinsko -  Ukrajina 1:6 (0:2, 0:3, 1:1)
25. března 1994 – Spišská Nová Ves
 Bulharsko -  Ukrajina 0:31 (0:6, 0:7, 0:18)
27. března 1994 – Spišská Nová Ves
 Slovensko -  Bělorusko 2:1 (1:0, 1:0, 0:1)
27. března 1994 – Poprad
 Kazachstán -  Slovinsko 4:1 (1:0, 1:1, 2:0)
27. března 1994 – Poprad

### Soupiska Slovenska
Brankáři: Jaromír Dragan, Eduard Hartmann, Miroslav Michalek.

Obránci: Radoslav Hecl, Stanislav Jasečko, Juraj Kledrowetz, Miroslav Marcinko, Stanislav Medřík, Ľubomír Sekeráš, Marián Smerčiak, Ján Varholík.

Útočníci: Jozef Daňo, Oto Haščák, Branislav Jánoš, Ľubomír Kolník, Roman Kontšek, Pavol Paukovček, Vlastimil Plavucha, Dušan Pohorelec, René Pucher, Karol Rusznyák, Ľubomír Rybovič, Miroslav Šatan.

Trenér: Július Šupler.

## MS Skupina C/2

### Skupina A
|    |            | ESP  | CRO | AUS | ISR  | V | R | P | Skóre | B |
| 1. | Španělsko  | ***  | 9:2 | 2:1 | 17:2 | 3 | 0 | 0 | 28:5  | 6 |
| 2. | Chorvatsko | 2:9  | *** | 3:2 | 2:0  | 2 | 0 | 1 | 7:11  | 4 |
| 3. | Austrálie  | 1:2  | 2:3 | *** | 5:4  | 1 | 0 | 2 | 8:9   | 2 |
| 4. | Izrael     | 2:17 | 0:2 | 4:5 | ***  | 0 | 0 | 3 | 6:24  | 0 |

 Chorvatsko -  Austrálie 3:2 (2:1, 0:0, 1:1)
13. března 1994 – Barcelona
 Španělsko -  Izrael 17:2 (5:0, 7:0, 5:2)
13. března 1994 – Barcelona
 Austrálie -  Izrael 5:4 (1:3, 2:0, 2:1)
15. března 1994 – Barcelona
 Chorvatsko -  Španělsko 2:9 (0:4, 2:5, 0:0)
15. března 1994 – Barcelona
 Izrael -  Chorvatsko 0:2 (0:0, 0:2, 0:0)
16. března 1994 – Barcelona
 Španělsko -  Austrálie 2:1 (1:1, 0:0, 1:0)
16. března 1994 – Barcelona

### Skupina B
|    |          | EST  | KOR  | BEL  | RSA  | V | R | P | Skóre | B |
| 1. | Estonsko | ***  | 10:0 | 12:0 | 27:1 | 3 | 0 | 0 | 49:1  | 6 |
| 2. | Korea    | 0:10 | ***  | 3:2  | 6:2  | 2 | 0 | 1 | 9:14  | 4 |
| 3. | Belgie   | 0:12 | 2:3  | ***  | 13:1 | 1 | 0 | 2 | 15:16 | 2 |
| 4. | JAR      | 1:27 | 2:6  | 1:13 | ***  | 0 | 0 | 3 | 4:46  | 0 |

 JAR -  Korejská republika 2:6 (1:1, 1:2, 0:3)
13. března 1994 – Barcelona
 Belgie -  Estonsko 0:12 (0:5, 0:5, 0:2)
13. března 1994 – Barcelona
 JAR -  Belgie 1:13 (0:5, 0:6, 1:2)
15. března 1994 – Barcelona
 Korejská republika -  Estonsko 0:10 (0:3, 0:3, 0:4)
15. března 1994 – Barcelona
 Belgie -  Korejská republika 2:3 (1:0, 0:3, 1:0)
16. března 1994 – Barcelona
 Estonsko -  JAR 27:1 (11:0, 8:0, 8:1)
16. března 1994 – Barcelona

### Finále
|    |            | EST   | ESP  | KOR   | CRO  | V | R | P | Skóre | B |
| 1. | Estonsko   | ***   | 9:0  | 10:0* | 8:0  | 3 | 0 | 0 | 27:0  | 6 |
| 2. | Španělsko  | 0:9   | ***  | 2:2   | 9:2* | 1 | 1 | 1 | 11:13 | 3 |
| 3. | Korea      | 0:10* | 2:2  | ***   | 2:1  | 1 | 1 | 1 | 4:13  | 3 |
| 4. | Chorvatsko | 0:8   | 2:9* | 1:2   | ***  | 0 | 0 | 3 | 3:19  | 0 |

- S hvězdičkou = zápasy započítané ze základní skupiny.

 Chorvatsko -  Estonsko 0:8 (0:1, 0:4, 0:3)
18. března 1994 – Barcelona
 Španělsko -  Korejská republika 2:2 (0:0, 1:2, 1:0)
18. března 1994 – Barcelona
 Korejská republika -  Chorvatsko 2:1 (0:0, 2:1, 0:0)
19. března 1994 – Barcelona
 Estonsko -  Španělsko 9:0 (2:0, 5:0, 2:0)
19. března 1994 – Barcelona

### O 5. - 8. místo
|    |           | BEL   | AUS  | ISR  | RSA   | V | R | P | Skóre | B |
| 5. | Belgie    | ***   | 5:3  | 5:2  | 13:1* | 3 | 0 | 0 | 23:6  | 6 |
| 6. | Austrálie | 3:5   | ***  | 5:4* | 9:2   | 2 | 0 | 1 | 17:11 | 4 |
| 7. | Izrael    | 2:5   | 4:5* | ***  | 7:2   | 1 | 0 | 2 | 13:12 | 2 |
| 8. | JAR       | 1:13* | 2:9  | 2:7  | ***   | 0 | 0 | 3 | 5:29  | 0 |

- S hvězdičkou = zápasy započítané ze základní skupiny.

 Austrálie -  JAR 9:2 (4:0, 3:1, 2:1)
18. března 1994 – Barcelona
 Izrael -  Belgie 2:5 (1:2, 0:1, 1:2)
18. března 1994 – Barcelona
 JAR -  Izrael 2:7 (1:2, 0:4, 1:1)
19. března 1994 – Barcelona
 Belgie -  Austrálie 5:3 (1:1, 3:2, 1:0)
19. března 1994 – Barcelona

## Kvalifikace o postup do skupiny C/2
Estonsko -  Litva 8:3 (3:0, 2:1, 3:2)
7. listopadu 1993 – Tallinn
 Litva -  Estonsko 1:8 (1:1, 0:2, 0:5)
20. listopadu 1993 – Elektrėnai
 Chorvatsko -  Turecko 34:1 (10:0, 15:1, 9:0)
19. listopadu 1993 – Záhřeb
 Chorvatsko -  Turecko 24:0 (9:0, 8:0, 7:0)
20. listopadu 1993 – Záhřeb
- Chorvatsko a Estonsko postoupily do skupiny C/2.